# Karl-Heinz Narjes
Karl-Heinz Narjes (Soltau, 30 gennaio 1924 – Bonn, 26 gennaio 2015) è stato un politico e funzionario tedesco.
È stato commissario europeo.

## Formazione
Narjes crebbe a Neustrelitz e vi si diplomò alla scuola superiore "Carolinum" nel 1941. Poco dopo entrò nella marina come sottotenente di vascello e partecipò alla seconda guerra mondiale. Nel 1944 l'U-Boot su cui si trovava venne colpito dalla marina britannica e Narjes fu catturato come prigioniero, venne liberato dopo tre anni e otto mesi nell'autunno 1947.
Narjes trascorse un anno di prigionia in Gran Bretagna e due in Canada, nell'Alberta. In quegli anni cominciò a studiare giurisprudenza e dopo il ritorno in patria proseguì gli studi all'Università di Amburgo, superando il primo esame di stato nel 1949. Nel 1952 conseguì il dottorato, con uno studio sulle unioni doganali ed economiche. Dopo un periodo di pratica legale, nel 1953 superò il secondo esame di stato.

## Carriera amministrativa
Lavorò brevemente all'ufficio delle finanze regionali di Brema. Nel maggio 1955 cominciò a lavorare per il ministero degli esteri tedesco e l'anno successivo venne nominato vice console generale della Germania Ovest a Basilea.
Nel 1958 Narjes venne nominato vice capo di gabinetto del primo presidente della Commissione della Comunità Economica Europea Walter Hallstein e nel 1963 divenne suo capo di gabinetto. Nel 1967 divenne direttore generale per la stampa e l'informazione della Commissione delle Comunità europee.

## Carriera politica
Nel 1967 Narjes aderì all'Unione cristiano democratica (CDU).

### Ministro regionale e parlamentare
Il 10 novembre 1969 Narjes lasciò il suo incarico alla Commissione delle Comunità europee perché venne chiamato dal primo ministro dello Schleswig-Holstein Helmut Lemke come ministro regionale per l'economia e i trasporti. Nel 1971 Narjes venne eletto membro del parlamento regionale dello Schleswig-Holstein e mantenne l'incarico di ministro per l'economia e i trasporti nel nuovo governo regionale guidato da Gerhard Stoltenberg.
Si dimise dagli incarichi di governo e rappresentanza a livello regionale nel 1972, dopo essere stato eletto membro del Bundestag in rappresentanza dello Schleswig-Holstein. Venne rieletto anche in seguito e rimase in parlamento fino al gennaio 1981. Dal 1972 al 1976 presiedette la commissione parlamentare per gli affari economici.

### Commissario europeo
Il 6 gennaio 1981 Narjes entrò in carica come commissario europeo per il mercato interno, l'innovazione industriale, l'unione doganale, l'ambiente e la tutela dei consumatori nell'ambito della Commissione Thorn. Fece parte anche della successiva Commissione Delors I, come commissario per l'industria, la scienza e la ricerca e come vicepresidente.

## Attività successive
Narjes venne chiamato ad insegnare presso il Centro di studi europei dell'università di Treviri.

## Vita personale
Narjes era sposato ed aveva due figli.

## Riconoscimenti
- Membro onorario del consiglio dell'Istituto tedesco per la ricerca economica di Berlino[2].

## Pubblicazioni
- "Die integrierende Wirkung der Forschungspolitik der Europäischen Gemeinschaften", in Angewandte Chemie, vol. 102, nº 11, pagg. 1225–1232, novembre 1990.
- "Internal Market Problems of the European Community", in The World Economy, vol. 7, nº 2, pagg. 215–217, giugno 1984.